# Ermione
Ermione est un opéra tragique (azione tragica) en deux actes de Gioachino Rossini, livret en italien d'Andrea Leone Tottola, fondé sur la pièce Andromaque de Jean Racine. Ermione a été créé au Teatro San Carlo de Naples, le 27 mars 1819.

## Histoire des représentations
La première a été accueillie fraichement notamment du fait des nouveautés musicales que Rossini introduit dans sa partition et l'opéra a été retiré le 19 avril après seulement sept représentations, et n'a été joué que plus de cent ans après la mort de Rossini. C'est pourtant la célèbre cantatrice du Teatro San Carlo, Isabella Colbran, soprano aux moyens considérés comme exceptionnels dans la maitrise du bel canto, qui incarne ce rôle écrit pour elle. Ermione vient juste après Tancredi et L'Italiana in Algeri avec lesquels le compositeur a remporté de grands succès. Avec Ermione Rossini se livre à quelques expérimentations qui ne plairont pas aux critiques, notamment les chœurs introduits dès l'ouverture, la place de l'orchestre et des récitatifs ou la tension dramatique. Stendhal dans sa Vie de Rossini, évoque, outre la modernité du style, le fait que la musique « sans plaisir pour l'oreille n'était pas faite pour plaire beaucoup à des Napolitains » (cité par Frédéric Norac dans Musicologie).
Dans son ouvrage Tout l'opéra, Gustav Kobbé n'évoque pas cet opéra.
La partition autographe est conservée à la Bibliothèque nationale de France .
Ce n'est qu'en 1977, à Sienne, que l'oeuvre connait une renaissance grâce à une version-concert, dans le mouvement de redécouverte de Rossini et de ses opéras les moins connus
La première mise en scène moderne a été montée lors du Rossini Opera Festival à Pesaro, le 22 août 1987, avec Montserrat Caballé, Marilyn Horne, Chris Merritt, Rockwell Blake. La prestation de Montserrat Caballé y fut contestée et peu appréciée : elle apparut « impréparée, fatiguée et prenant, pour masquer de nombreux manquements, moult libertés, ce qu’apprécia peu le public de Pesaro. » selon l'article de Forumopéra.
En Grande-Bretagne, une version de concert a eu lieu au Queen Elizabeth Hall, le 10 avril 1992, et la première mise en scène au Festival de Glyndebourne date du 22 mai 1995 dans une mise en scène de Graham Vick avec Anna-Catherina Antonacci dans le rôle-titre. Un DVD a été publié.
Aux États-Unis, une version de concert a été donnée au San Francisco Opera le 26 juin 1992, et l'opéra a été créé par l'Opera Omaha (en) le 11 septembre 1992.
D'autres mises en scène d'Ermione ont été créées ces dernières années à Naples, Madrid, Rome (1991), Buenos Aires (1992) et Santa Fe (2000). Le New York City Opera et l'Opéra de Dallas ont collaboré pour monter une production en 2004.
Deux représentations d'une version-concert dirigée par Alberto Zedda, alors âgé de 88 ans, sont données par l'Opéra de Lyon puis par le Théâtre des Champs-Elysées en novembre 2016, avec Angela Meade, Michael Spyres (Pirro), Dmitry Korchak (Oreste) et Enea Scala (Pilade),.
Le Teatro San Carlo donne à nouveau l'opéra en 2022, deux cents ans après sa création dans ce lieu, dans une mise en scène de Jacopo Spirei, avec Angela Meade dans le rôle-titre.
Toujours en 2022, en juillet, le festival de Bad Wildbad, donne également une série de représentations avec  Serena Farnocchia.
Le Rossini Opera Festival de Pesaro a repris l'opéra une première fois en 2008 sous la direction de Roberto Abbado, avec Sonia Ganassi dans le rôle-titre. Un DVD est alors édité en 2009.
C'est l'une des productions-phares de l'édition 2024 du festival, qui réunit une distribution de prestige avec Anastasia Bartoli mais aussi Juan Diego Florez, actuel directeur musical du festival et Enea Scala sous la direction de Michele Mariotti dans une mise en scène de Johannes Erath,.

## Rôles
| Rôle                                           | Voix          | Titulaire lors de la première, le 27 mars 1819 (chef d'orchestre : Nicola Festa) |
| ---------------------------------------------- | ------------- | -------------------------------------------------------------------------------- |
| Ermione (Hermione), fille d'Hélène et Ménélas  | soprano       | Isabella Colbran                                                                 |
| Andromaca (Andromaque), veuve d'Hector         | contralto     | Benedetta Rosmunda Pisaroni                                                      |
| Pirro, (Pyrrhus) fils d'Achille et roi d'Épire | ténor         | Andrea Nozzari                                                                   |
| Oreste (Oreste), fils d'Agamemnon              | ténor         | Giovanni David                                                                   |
| Pilade (Pylade), compagnon d'Oreste            | tenor         | Giuseppe Ciccimarra                                                              |
| Cleone, confidente d'Ermione                   | mezzo-soprano | Maria Manzi                                                                      |
| Fenicio, tuteur de Pyrrhus                     | basse         | Michele Benedetti                                                                |
| Cefisa, confidente d'Andromaque                | contralto     | Raffaella De Bernardis                                                           |
| Attalo, confident de Pyrrhus                   | ténor         | Gaetano Chizzola                                                                 |
| Astianatte (Astyanax), fils d'Andromaque       | Rôle muet     |                                                                                  |

## Synopsis et airs principaux
Lieu : dans et autour du palais de Pirro en Epire
Epoque : peu après la fin de la Guerre de Troie

### Ouverture
Les lamentations des Troyens captifs se font entendre à deux reprises durant la Sinfonia ce qui est inhabituel à l'époque.

### Acte 1

#### Scène 1:Un cachot dans le palais
Le fils d'Andromaque, Astianatte dort pendant que les prisonniers continuent leur lamentation (Chœur : Troja ! Qual fosti un di / "Troie ! Autrefois si grande"). Andromaque arrive, escortée de Phénix, Attalo et Céfise, et embrasse son fils (Cavatine : Mia delizia ! / "Ma seule joie !").
Attalo lui rappelle qu'Astianatte sera libre si elle peut oublier Hector, son mari décédé, et céder aux avances de Pirro. Phénix, craignant le retour de la guerre, s'appose à Attalo et arrache Andromaque à son fils.

#### Scène 2: Les jardins à l'extérieur du palais
Cléone et quelques jeunes filles invitent Ermione à aller chasser avec elles (Chœur : Dall'Oriente l'astro del giorno / "Le soleil se lève à l'est"), mais Ermione est furieuse de l'abandon de Pirro, qui courtise Andromaque. Pirro arrive, attendant Andromaque, mais elle n'est pas là. Il voit Ermione et tente de s'échapper, mais elle le retient et ils se querellent (Duo : Non proseguir / "Ne dis plus rien"). Leur dispute est interrompue par le chœur des Grands qui annoncent l'arrivée d'Oreste (Sul lido, di Agamennone il figlio, Oreste, è giunto / "Sur nos rivages, Oreste, le fils d'Agamemnon, a débarqué"), ce qui inquiète fortement Pirro mais réjouit Ermione. Pirro part cependant organiser la réception d'Oreste ; pendant ce temps, Ermione craint que l'arrivée d'Oreste ne conduise qu'au mariage de Pirro et d'Andromaque.

#### Scène 3: La salle du trône du palais
Oreste, furieux, apparaît avec Pilade, qui tente de le calmer. Il déclare son amour non partagé à Ermione, mais Pilade lui dit qu'il doit faire son devoir (Cavatine et duo : Che sorda al mesto pianto ... Ah ! come nascondere la fiamma vorace / "Elle est sourde à mes larmes ... Ah, comment cacher cette flamme vorace"). Une marche annonce l'arrivée de Pirro et d'Ermione, accompagnés de Phénix, d'Attalon, des Grands et des gardes. Andromaque entre également en scène, mais reste au fond de la scène. Oreste dit à Pirro qu'il représente tous les rois de Grèce, qui sont d'accord pour qu'Astianatte meure avant qu'il puisse venger la mort d'Hector, son père. Pirro défie Oreste, disant qu'il fera ce qu'il a décidé, et qu'Astianatte pourrait même partager le trône avec lui (Aria : Balena in man del figlio l'asta di Achille ... Deh serena i mesti rai ... Non pavento: quest'alma ti sprezza / "La lance d'Achille étincelle dans la main de son fils" ... "Illumine ton regard sombre" ... "Tu ne peux pas m'effrayer : mon âme te méprise"). Andromaque et Ermione sont consternées, Oreste prévient Pirro que les Grecs seront en colère contre lui, et Pilade jure qu'il sauvera Oreste de la colère de Pirro.

#### Scène 4: Les jardins à l'extérieur du palais
Ermione dit à Cléone que son amour pour Pirro s'est transformé en haine tandis qu'Oreste lui déclare son amour qu'elle rejette (Duo : Amarti ? / "Je t'aime ?"). Pirro arrive avec les Grands et sa suite, et annonce qu'il a changé d'avis et qu'il reviendra à Ermione (Chœur : Alfin l'Eroe da forte / "Enfin, le héros résolu"). Pirro dit alors à Oreste, à la stupéfaction de tous, qu'il va finalement lui remettre Astianatte. (Ermione, puis les autres et Pirro : Sperar, poss'io ? ... A me Astianatte / "Dois-je, puis-je, espérer ?" ... "Amène Astianatte ici"). Andromaque supplie Pirro de lui donner le temps de réfléchir. Ermione est furieuse, et Pirro la repousse à nouveau. Andromaque jure de se suicider si elle est obligée d'épouser Pirro, tandis que Pilade exhorte Oreste à partir avec lui. L'acte se termine dans la confusion générale.

### Acte 2

#### Le hall d'entrée du palais
Andromaque arrive pour annoncer à Pirro qu'elle va l'épouser. Fou de joie, il envoie Attalo libérer Astianatte et faire les préparatifs du mariage. Andromaque, malheureuse, se jure de ne pas être infidèle à son défunt mari, et tandis que Pirro la presse de prononcer ses vœux sur l'autel, elle décide à nouveau de se tuer (Duo : Ombra del caro sposo ... Vieni a giurar / "Fantôme de mon cher mari ... Viens et jure sur l'autel").
Pirro s'en va. Andromaque décide qu'avant de mourir, elle fera jurer à Pirro qu'Astianatte sera épargné. Ermione, accompagnée de Fenicio et de Cléone, apparaît et insulte Andromaque, qui lui pardonne et s'en va. Elle demande à Fenicio de dire à Pirro qu'elle l'aime toujours, même s'il envisage de l'abandonner (Aria : Di, che vedesti piangere / "Dis-lui que tu as vu mes larmes"). Il s'en va, et Cléone dit à Ermione que Pirro n'est pas digne d'elle. Ermione songe au suicide (Aria : Amata, l'amai / "J'ai été aimée et je l'ai aimé").
Pirro apparaît dans la galerie au son d'une marche festive, et lui et le cortège nuptial passent (Chorus : Premia, o Amore, sì bella costanza / "Dieu d'amour, récompense cette touchante constance"). Ermione s'évanouit, mais lorsque ses servantes et ses amies tentent de la réconforter, elle exige la vengeance. Oreste entre et lui dit qu'il l'aime toujours. Elle lui tend un poignard et, tremblant, il part pour la venger. Elle demande aux dieux de soutenir le bras vengeur, tandis que Cléone et le chœur commentent son angoisse (Chœur et duo : Il tuo dolor ci affretta a consolarti ...Se l'amor mio ti è caro ... Incerto, palpitante ... Se a me nemiche stelle / "Nous venons vous consoler ... Si mon amour vous est cher" ... "Incertain, palpitant" ... "A moins que, ô dieux, vous ne soyez mes ennemis"). Elle se précipite dehors, suivie par les autres.
Phenicio et Pilade se rencontrent, prédisant la chute de Pirro s'il poursuit son mariage avec Andromaque (Duettino : A così triste immagine / "De si tristes imaginations"). Ils partent dans des directions opposées.
Ermione revient, extrêmement agitée. Elle ne sait pas si elle aime ou déteste Pirro, et regrette d'avoir ordonné à Oreste de le tuer (Aria : Parmi, che a ogn'istante de' suoi rimorsi al grido / "J'imagine qu'à tout moment il peut pousser un cri de remords"). Oreste apparaît, les yeux écarquillés, trébuchant et tenant le poignard taché de sang. Il dit à Ermione qu'elle est vengée, (Duo : Sei vendicata / "Tu es vengée") et décrit comment Pirro a épargné Astianatte et a juré de faire de lui son héritier. Entouré de soldats en colère tirant leurs épées, Pirro a été attaqué et tué, mais pas par Oreste, qui dit qu'il avait donné le poignard à un autre homme et l'a ensuite récupéré. Ermione accuse Oreste de meurtre, et il se rend compte qu'elle était toujours amoureuse de Pirro. Elle demande aux Euménides de détruire Oreste.
Pilade et ses marins arrivent, enjoignant Oreste de s'enfuir avec eux. Il refuse d'abord, mais alors qu'Ermione lui dit qu'elle espère qu'il va se noyer, elle s'évanouit. Il demande à la foudre et à la mort de faire de leur mieux alors que Pilade et les hommes le portent à moitié jusqu'à leur navire (Finale : Ah ! Ti rinvenni / "Ah ! Je t'ai trouvé").[5]

## Enregistrements
| Année | Distribution : Ermione, Andromaca, Pirro, Oreste                       | Chef, Opéra et Orchestre | Label :                                                               |
| ----- | ---------------------------------------------------------------------- | --- | --------------------------------------------------------------------- |
| 1986  | Cecilia Gasdia, Margarita Zimmermann, Ernesto Palacio, Chris Merritt   | Claudio Scimone, Orchestre philharmonique de Monte-Carlo et le Chœur Philharmonique de Prague                                                                  | CD Audio : Erato Cat : 2292-45790                                     |
| 1995  | Anna Caterina Antonacci, Diana Montague, Jorge López Yáñez, Bruce Ford | Andrew Davis, Orchestre philharmonique de Londres et le Chœur du Festival de Glyndebourne                                                                      | DVD: Warner Music Vision (en) Cat : 0630 14012-2; Kultur Cat : D 2850 |
| 2008  | Sonia Ganassi, Marianna Pizzolato, Gregory Kunde, Antonino Siragusa    | Roberto Abbado, Teatro Comunale de Bologne, Orchestre et Chœur de Chambre de Prague (enregistrement de la représentation dans la Adriatic Arena, Pesaro, août) | CD Audio : Celestial Audio Cat : CA 808 DVD: Dynamic Cat : CDS 33609  |
| 2009  | Carmen Giannattasio, Patricia Bardon, Paul Nilon, Colin Lee            | David Parry, Orchestre philharmonique de Londres et le Chœur Geoffrey Mitchell                                                                                 | CD Audio : Opera Rara Cat : ORC42                                     |